# Animalism (album)
Animalism prvi je studijski album britanskog rock sastava The Animals koji izlazi u prosincu 1966.g. Album obuhvaća suradnju s Frank Zappom koji izvodi skladbu "All Night Long", a na popisu se nalaze još B. B. King, Ray Charles i Sam Cooke.
Animalism nalazio se na #33 Billboardove Top liste pop albuma.

## Popis pjesama
1. "All Night Long" (Frank Zappa) - 2:46
2. "Shake" (Sam Cooke) - 3:11
3. "The Other Side of This Life" (Fred Neil) - 3:43
4. "Rock Me Baby" (B.B. King, Joe Josea) - 2:02
5. "Lucille" (Albert Collins, Little Richard) - 2:19
6. "Smokestack Lightning" (Howlin' Wolf) - 5:19
7. "Hey Gyp" (Donovan) - 3:46
8. "Hit the Road, Jack" (Percy Mayfield) - 3:16
9. "Outcast" (Edgar Campbell, Ernie Johnson) - 2:35
10. "Louisiana Blues" (Blackwell, Scott) - 2:37
11. "That's All I Am to You" (Blackwell, Scott) - 2:08
12. "Going Down Slow" (Oden) - 6:12

## Izvođači
- Eric Burdon – vokal
- Chas Chandler – bas-gitara
- Dave Rowberry – klavijature
- Hilton Valentine – gitara
- Barry Jenkins – bubnjevi

## Top lista

### Album
| Godina | Top lista            | Mjesto |
| ------ | -------------------- | ------ |
| 1967.  | Billboard Pop Albumi | 33     |